# Малинкин, Юрий Александрович
Юрий Александрович Малинкин (9 февраля 1939 — 15 января 2024) — советский хозяйственный, государственный и политический деятель.

## Биография
Родился 9 февраля 1939 года в деревне Драчево Приволжского района Ивановской области. Член КПСС с 1965 года.
С 1963 года — на хозяйственной, общественной и политической работе. В 1963—1999 гг. — главный зоотехник в совхозе «Маломожайский» Неманского района, секретарь комитета комсомола Краснознаменского производственного колхозно-совхозного управления, инструктор Калининградского обкома ВЛКСМ, первый секретарь Краснознаменского райкома, второй секретарь Калининградского обкома ВЛКСМ, заместитель заведующего сельскохозяйственным отделом обкома, первый секретарь Неманского горкома КПСС, секретарь, второй секретарь Калининградского обкома КПСС, инспектор ЦК КПСС, председатель исполкома Калининградского областного Совета народных депутатов, Постоянный Представитель Калининградской области в Варшаве.
Избирался депутатом Верховного Совета РСФСР 11-го созыва, народным депутатом России.
Скончался 15 января 2024 года на 85-м году жизни